# Simon II le Juste
Pour les articles homonymes, voir Siméon.
Simon II le Juste (hébreu : שמעון הצדיק, Shimon HaTzadik, grec ancien : Σιμων, Siméon) est un grand prêtre qui officie dans le Second Temple de Jérusalem vers le IIIe siècle av. J.-C. Il est révéré tant par la tradition rabbinique que par les Manuscrits de la mer Morte et le livre du Siracide, ainsi que par le christianisme. Dans le judaïsme rabbinique, il a le titre de Sage d'Israël.

## Sources
Simon II le Juste est un grand prêtre d'Israël du IIIe siècle av. J.-C. Il est mentionné chez Flavius Josèphe comme dans la littérature rabbinique et dans le Nouveau Testament,,.
C'est le premier personnage du judaïsme à qui est appliquée la terminologie « le Juste » (v. -200 ou un peu avant). Il est non seulement le héros de scénarios talmudiques et chrétiens, mais aussi du livre biblique appelé l'Ecclésiastique ou le Siracide. Le Siracide est connu dans deux langues, une version grecque complète et une version en hébreu retrouvée en fragments dans la Gueniza du Caire (Hébreu I) ainsi que dans une version différente chez la branche d'Esséniens qui a produit les Manuscrits de la mer Morte (Hébreu II), retrouvés à Qumrân et dans les ruines de Massada. Elle a vraisemblablement été traduite à Alexandrie en grec par le petit-fils de Jésus ben Sira entre 132 et 116 av. J.-C..
L'auteur du Siracide est extrêmement élogieux envers le grand prêtre (50, 1-21), qui figure en bonne place dans sa Vie des Hommes Illustres (chapitres 44-50),.
Il est aussi question de lui dans le troisième livre des Maccabées (2, 1) et dans certains passages de la littérature rabbinique (Para, III, 5; Tosepha Nazir, IV, 7 ; Sota, XIII, 6-7) qui l'inclut parmi les sages « en l'introduisant parmi les membres de la « Grande Assemblée » (M Pirqé Abot I et II ; Abot de Rabbi Nathan A, I-XVIII), en le qualifiant de « Juste ». »

## Identification
Simon le Juste est soit Simon I (en) (310-291 ou 300-273 avant notre ère), fils de Onias I (en) le petit-fils de Yaddua, soit Simon II (en) (219-199 avant notre ère), fils de Onias II (en).

## Vision de Simon le Juste dans les sources rabbiniques
Durant la période du Second Temple de Jérusalem, il y avait souvent deux Kohanim servant de Kohen Gadol. L'un était le leader, l'autre s'occupait du service (Avodah) dans le Temple. Il semble que Shimon HaTzadik servait en même temps que son grand-père Yaddua.
D'après le Talmud (Yoma 39a), durant les quarante ans que Shimon HaTzadik fut Kohen Gadol, à Yom Kippour, le tirage au sort retombait toujours sur la main droite, la ficelle rouge blanchissait (indiquant l'expiation), la lumière de l'ouest (Ner Maaravi) brûlait toujours, et le feu sur l'autel était puissant.
Pirke Avot 1, 2 énonce : "Simon le Juste était l'un des derniers membres de la Grande Assemblée. il avait l'habitude de dire : "Le monde est construit sur trois fondements, sur la Torah, sur le service divin (Avodah Hashem), et sur la bienfaisance (Gmilout Hassadim)"."

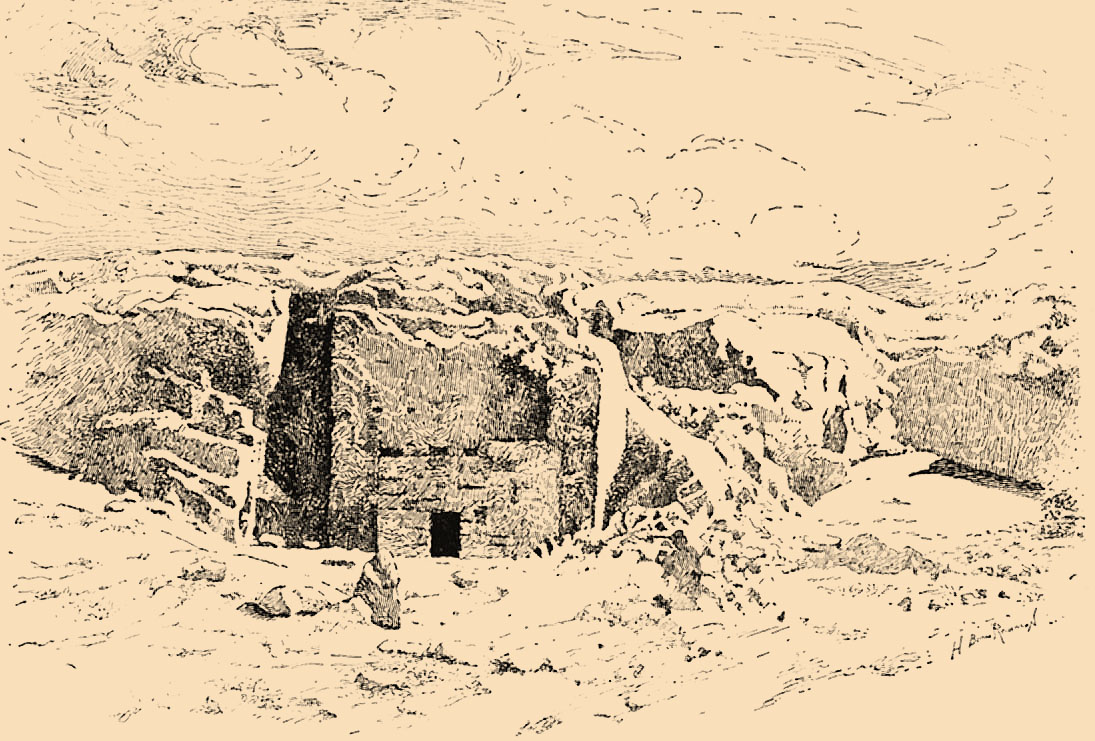
Illustration de l'encyclopédie juive de Brockhaus et Efron (1906-1913). Tombe de Simon le Juste.

Selon la Tradition (Midrash Lekach Tov), seulement 9 vaches rousses (Parot Adumot) ont été consacrées, dont 2 par Shimon HaTzadik. Les 7 autres ont été consacrées : 
- 1 par Moïse
- 1 par Esdras
- 2 par le Grand Prêtre Yohanan
- 1 par le Grand Prêtre Hananel Hamitzri (en) (l'égyptien[12] ou le babylonien[13])
- 1 par le Grand Prêtre Elyoeinai ben Hakayaph (Elionée ben Caïphe)[12]
- 1 par le Grand Prêtre Ishmael ben Phabi.